# Кангалу, Кристин
Кристин Карла Кангалу (англ. Christine Carla Kangaloo; род. 1 декабря 1961, Сан-Фернандо) — тринидадо-тобагианский политический и государственный деятель. Президент Тринидада и Тобаго с 20 марта 2023 года, вторая женщина в этой должности.

## Биография
Кристин Кангалу родилась в пресвитерианской индо-тринидадской семье. Окончила Университет Вест-Индии и юридическую школу Хью Вудинга со степенью в области права. 12 января 2001 года она впервые стала членом парламента в качестве сенатора от оппозиции при лидере оппозиции Патрике Маннинге. Затем она работала вице-президентом Сената, а затем министром в канцелярии премьер-министра в 2002 году. Затем в 2005 году она была назначена министром юстиции. На всеобщих выборах в Тринидаде и Тобаго в 2007 году она была избрана в Палату представителей в качестве кандидата от Народного национального движения от Пуэнт-а-Пьер и занимала пост министра науки, технологий и высшего образования. C сентября 2015 года избрана председателем (президентом) Сената.
Она была президентом Сената Тринидада и Тобаго с 23 сентября 2015 года до своей отставки, чтобы баллотироваться на пост президента страны в 2023 году. Возглавляя Сенат, она в этом качестве уже 33 раза исполняла обязанности главы государства. Она единственная, кто занимала должности как президента, так и вице-президента Сената Тринидада и Тобаго. Первая женщина, занимающая пост вице-президента Сената, и третья женщина, исполняющая обязанности президента Тринидада и Тобаго и президента Сената. Кангалу была сенатором от оппозиции, министром в канцелярии премьер-министра, министром юстиции и министром науки, технологий и высшего образования в предыдущих правительствах Народного национального движения.